# اوپئانو

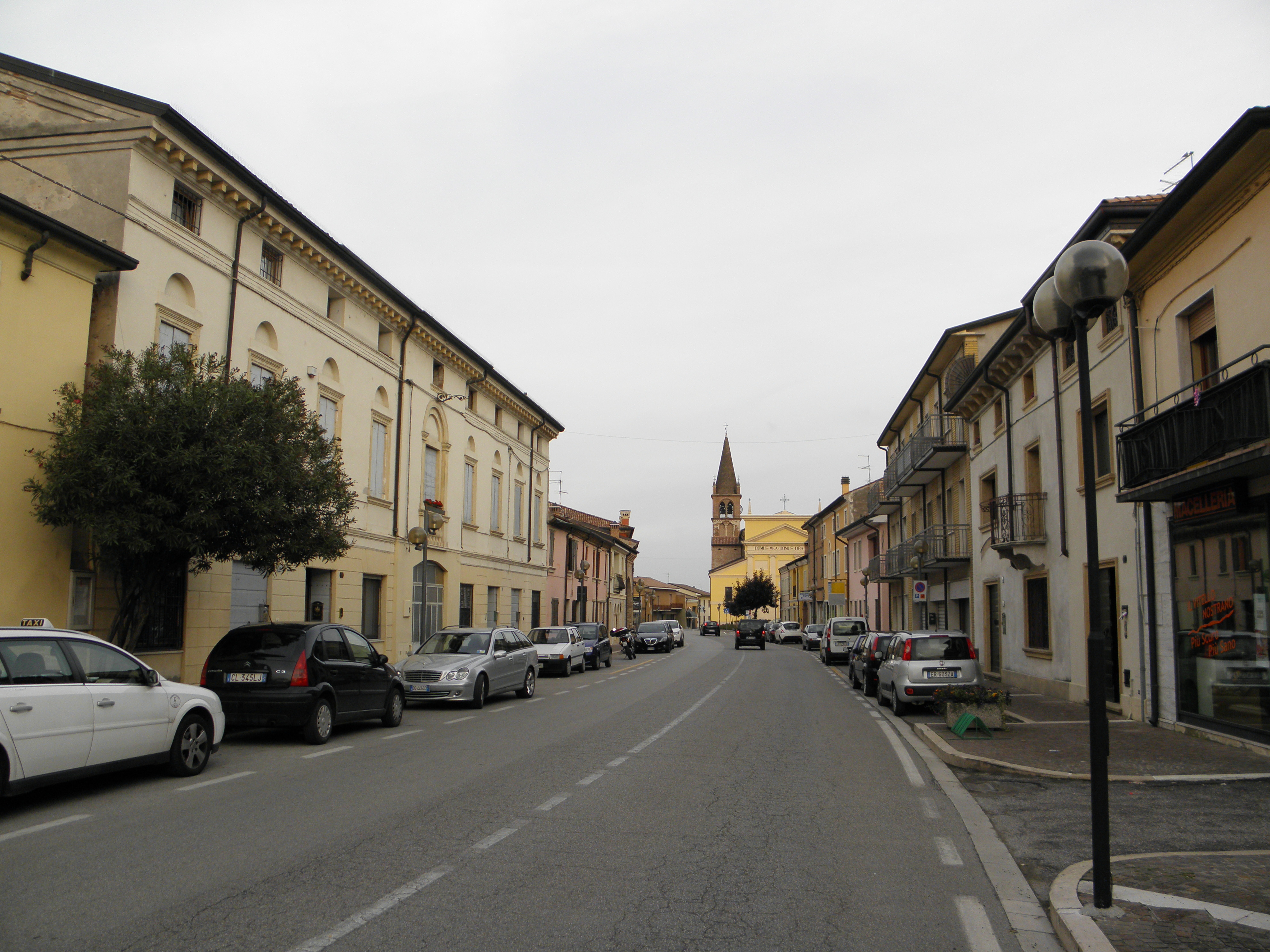
نمایی از اوپئانو، کومونه‌ای در استان ورونا - ۲۰۱۵

اوپئانو (به ایتالیایی: Oppeano) یک کومونه در ایتالیا است که در استان ورونا واقع شده‌است. اوپئانو ۴۶٫۹۵ کیلومتر مربع مساحت و ۹٬۰۰۵ نفر جمعیت دارد و ۲۶ متر بالاتر از سطح دریا واقع شده‌است.

## خواهرخوانده
شهرهای مونته‌گرانارو و مرتو دی تومبا خواهرخوانده‌های اوپئانو هستند.